# 新唐書宗室世系表
新唐書宗室世系表1卷，呂夏卿撰，收錄於《新唐書》卷70上、下，表列唐代宗室的世系。

## 概要
《史記》有漢興以來諸侯王年表、建元已來王子侯者年表，年經國緯，以記宗室王侯分封承襲世次，《新唐書》宗室世系表即參用其例而作。體例則同宰相世系表，上卷首述李氏姓源，與各大房之所始；繼以隴西西涼李氏，國滅入北魏之跡，以明李唐先世之所承。宗室世系列表，則自懿祖李天錫三子，定州刺史乞豆房為始，然後是太祖李虎（懿祖次子）派下七房、世祖李昺（太祖次子）派下三房。下卷則自高祖李淵（世祖四子）以下至唐末，最後總述宗室各房與宗室宰相。而功臣賜姓附屬籍者，別見於宰相世系表。
唐自先天以後，諸王子孫例不出閣、就封，居於十王、百孫院。而宗室玉牒散逸無考，所以自玄宗以下，所記極簡。

## 目次
- 卷70上 宗室世系表上 定州刺史乞豆房 太祖 南陽公房 譙王房 蔡王房 畢王房 雍王房 郇王房 大鄭王房、代祖 梁王房 蜀王房（渤海王房）
- 卷70下 宗室世系表下 高祖 徐王房 韓王房（嗣鄆王房） 彭王房 小鄭王房（惠鄭王房） 霍王房 虢王房 道王房 鄧王房 舒王房（嗣郢王房） 魯王房（嗣鄒王房） 江王房 密王房 滕王房、太宗 恒山愍王房 吳王房 濮王房 蔣王房 越王房 紀王房 曹王房、高宗 燕王房 澤王房 許王房 大邠章懷太子房、中宗 湖陽郡王房、睿宗 讓皇帝房（寧王房） 惠莊太子房（申王房） 惠文太子房（岐王房） 惠宣太子房（薛王房）、玄宗、肃宗、代宗、德宗、顺宗、宪宗、穆宗、敬宗、文宗、武宗、宣宗、懿宗、僖宗、昭宗

## 史源
有唐一代，雖然朝廷、宗室不乏玉牒、譜系之編撰。然經唐末五代戰亂，蕩然無存。因此修《新唐書》宗室世系表時，主要依據林寶《元和姓纂》，再參合他書而成。岑仲勉指出，宗室世系表中常見缺一代至三代者，此當原文稱孫、曾孫或玄孫之故，淮安王神通十一子，而表僅見十子，如此皆非得見完整譜牒之證。
又李宗閔之父䎖，世系表稱其官金州刺史、虞部郎中，為元和七年以前所授，但其後尚歷任宗正卿、華州刺史，終於右散騎常侍，都比虞部郎中更顯要，可見宗室世系表即以《元和姓纂》為據，至於其子宗冉、宗閔以下，則從其他史料補充。

## 研究史
《新唐書》宗室世系表受史料限制，網羅有不備之處，因此近世唐代墓誌碑刻大出，為之考訂校補者有胡可先〈《新唐書·宗室世系表》補正〉、潘明福〈《新唐書·宗室世系表》匡補〉、陳子金〈《新唐書·宗室世系表》“蔡王房”補考〉、張琛、苟利軍〈《新唐書·宗室世系表》校補〉以及劉思怡〈《新唐書·宗室世系表》新補〉等。

## 關聯項目
- 新唐書宰相世系表

## 腳注
1. ↑  《宋史》卷331·呂夏卿傳：「夏卿長於史，貫穿唐事，博採傳記雜說數百家，折衷整比。又通譜學，創為世系諸表，於《新唐書》最有功云。」
2. ↑  徐浩《二十五史論綱》（世界書局＼1947年） 本論 第十七章 新唐書
3. ↑  王溥《唐會要》卷5 諸王目
4. ↑  全祖望《鮚埼亭集》外編卷42‧論唐書宗室世系表一則柬沈東甫：「新唐書宗室世系表自中葉以後，已無所考，即前此者，舛漏已多。然唐室去今遠，遺文無可覈舉，所謂鑄鐵成錯，莫能誰何者矣。」
5. ↑  如南陽公房昭仲下缺一代而為元璋，再缺兩代而為朏及晞。畢王房七世之師素、十一世之知保。
6. ↑  《舊唐書》卷60、《新唐書》卷78本傳
7. ↑  岑仲勉《元和姓纂四校記》再序 13～15頁
8. ↑  《徐州師範大學學報》（哲學社會科學版）1998年第3其
9. ↑  《貴州大學學報》（社會科學版）2005年第1期 95～102頁
10. ↑  《中國典籍與文化》2010年總第75期 132～135頁
11. ↑  《北方文物》2002年2期 70～72頁
12. ↑  《唐史論叢》第二十一輯（三秦出版社、2015年） ISBN 978-7-5518-1103-3 186～195頁